# Epidendrum scalpelligerum
Epidendrum scalpelligerum är en orkidéart som beskrevs av Heinrich Gustav Reichenbach. Epidendrum scalpelligerum ingår i släktet Epidendrum och familjen orkidéer. Inga underarter finns listade i Catalogue of Life.